# 鉄格子

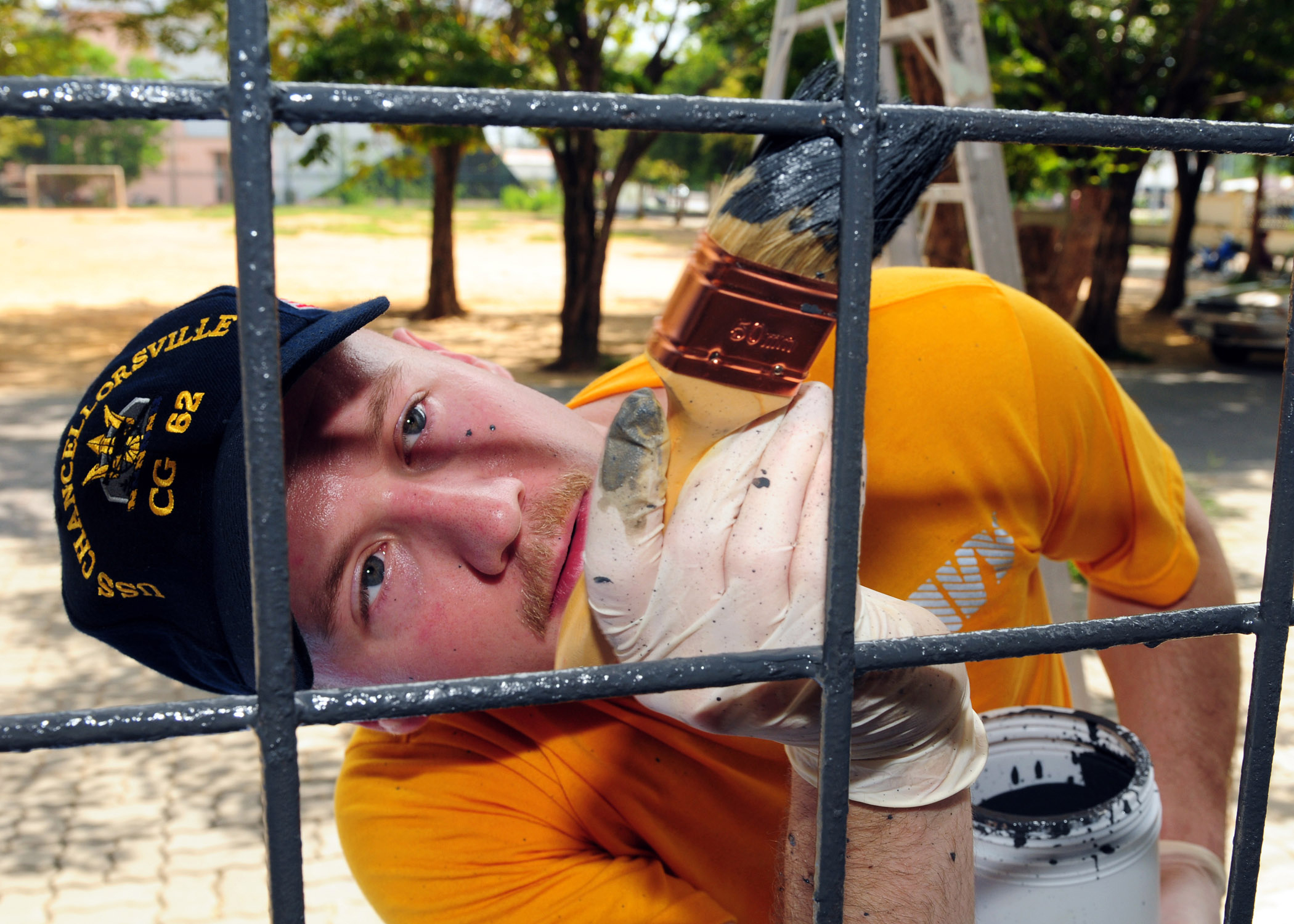

鉄格子（てつごうし）は、鉄でできた格子状の構造物。

## 用途
- 逃走防止
  - 刑務所や閉鎖病棟など、身柄を拘束する建物で窓に設置されるほか、扉としても使用する。このことから刑務所を表す隠語にもなっている。
- 侵入防止
  - 銀行の裏通りに面した窓など、外部からの侵入を阻止したい箇所に設置される。ほかに、老朽化したトンネルや洞窟など立ち入りが危険な箇所や、貴重な植物が自生している場所などにも設置される場合がある。
- 転落防止
  - 吹抜けや階段などで転落防止用の柵として使用される。
- 保護
  - 体育館の窓や誘導灯、貨物自動車や荷物車の窓、ドアなどにおいて、物がぶつかって壊れることを防ぐために鉄格子で覆って保護することがある。

国鉄時代は通過列車のタブレット授受時にガラスの破損を防ぐため乗務員室直後の窓を鉄格子で保護されていた。